# Der Zürich-Krimi: Borchert und das Geheimnis des Mandanten
Borchert und das Geheimnis des Mandanten ist ein Fernsehfilm aus der Kriminalfilmreihe Der Zürich-Krimi aus dem Jahr 2022. Er wurde im Auftrag von ARD Degeto für Das Erste produziert. Die Erstausstrahlung der 15. Folge der Filmreihe fand am 15. September 2022 statt.

## Handlung
Borchert und seine Kollegin Dominique Kuster besuchen eine Galerie, in der avantgardistische Fotografien der Künstlerin Corinna Riemer ausgestellt werden. Die Ausstellung wird finanziert von der Altweger AG, deren Geschäftsführer Jürg Altweger die Ausstellung eröffnet. Kurze Zeit später verabschiedet sich seine Ehefrau Sandra Altweger, da sie sich nach dem Genuss des ausgeschenkten Weißweins unwohl fühlt. Als sie auf die Straße tritt, wird sie von dem Waffenschieber und Erpresser Dennis Kovac beobachtet. Während sich Borchert mit dem Ehepaar Cristina und Giovanni Lazzari bekannt macht, die das Catering des Abends organisiert haben, gerät Jürg Altweger mit seinem Neffen Stefan Altweger inmitten der Gäste in Streit. Kurze Zeit später macht Borchert sich mit der Fotografin Corinna Riemer bekannt, während sich Jürg Altweger auf der Straße vor der Galerie lautstark mit Giovanni Lazzari streitet. Als Borchert kurze Zeit später die Ausstellung verlässt, läuft ihm auf der Straße Dennis Kovac über den Weg, der ihm verdächtig vorkommt. Irritiert betritt Borchert die Gasse, aus der der Waffenschieber kam und findet den leblosen Körper von Jürg Altweger. Sofort unterrichtet der Anwalt telefonisch Hauptmann Marco Furrer. Borchert unterrichtet diesen und Urs Aeggi noch direkt am Tatort über seine Beobachtungen. Nach einem Hinweis von Stefan Altweger, der die Auseinandersetzung zwischen Giovanni Lazzari und Jürg Altweger auf der Straße beobachtet hatte, nimmt die Polizei den Caterer fest. Dessen Frau bittet Borchert, ihren Mann zu vertreten. Am nächsten Morgen unterrichtet Borchert Dominique Kuster darüber, dass die Kanzlei ein neues Mandat hat und fährt in das Restaurant der Lazzaris, das Da Giovanni heißt. Dort trifft er mit Cristina Lazzari zusammen. Er erfährt, dass das Ehepaar mit dem Mordopfer Jürg Altweger gut bekannt war. Kurze Zeit später treffen sich der Anwalt und seine Kollegin Kuster in der Polizeiwache und besprechen sich mit ihrem neuen Mandanten. Giovanni Lazzari erläutert den beiden die Umstände seines abendlichen Streits mit Jürg Altweger. Dabei sei es um den Weißwein gegangen, der angeblich schlecht gewesen sei, was der Caterer energisch bestreitet. Zudem habe Jürg Altweger nur die Hälfte des abgesprochenen Betrags für das Catering zahlen wollen. Die Anwälte konfrontieren den Restaurantbesitzer mit den an ihm aufgefundenen Schmauchspuren. Erschüttert gesteht Giovanni Lazzari, dass er eine illegale Waffe besitzt, mit der er am Vortrag im Wald geübt habe. Borchert und Dominique Kuster drängen ihren Mandanten, der Polizei die Waffe auszuhändigen. Währenddessen rekapitulieren Aeggi und Furrer die bisher vorliegenden Fakten. Anschließend lassen sie in Anwesenheit von Borchert und Kuster das Restaurant Da Giovanni durchsuchen, wo sie die Handfeuerwaffe sicherstellen. 
Bei der Anhörung Giovanni Lazzaris legt Kuster der Richterin Mildenberger die nach ihrer Ansicht nach entlastenden Fakten dar. Überraschend kommt jedoch Furrer zur Anhörung hinzu und legt eine Tonaufnahme vor. Diese enthält eine telefonisch übermittelte Sprachnachricht, die Sandra Altweger am Vorabend von ihrem Mann kurz vor dessen Tod erhielt. Jürg Altweger teilte ihr mit, dass er dem Caterer gekündigt habe, anschließend entfährt ihm ein Ausdruck des Erstaunens. Dann fällt ein Schuss. Später am Abend bespricht Kuster sich mit Furrer hinsichtlich ihrer Beziehung. Er würde gerne mit ihr zusammenziehen, aber sie hat Zweifel. Währenddessen sucht Borchert nochmals die Galerie auf, wo er mit der Fotografin Corinna Riemer zusammentrifft. Er befragt sie zu ihren Beobachtungen am vorigen Abend. Beide verstehen sich gut und verabreden sich zu einem Spaziergang am folgenden Abend. Dann informiert Borchert sich bei seinem Freund Reto Zanger über die Altweger AG und die Familie. Kurze Zeit später trifft der Anwalt dann in den Geschäftsräumen der Firma auf Sandra und Stefan Altweger. Borchert bittet Tante und Neffe um Mithilfe bei der Aufklärung des Falles. Er konfrontiert die Altwengers mit dem Verdacht, dass es ein Verhältnis zwischen beiden gibt, was sich als zutreffend herausstellt. In der Folge geben sich Sandra und Stefan Altweger gegenseitig ein Alibi: zum Zeitpunkt des Mordes waren beide angeblich in einem gemeinsamen Hotelzimmer. Borchert bittet Regula Gabrielli telefonisch, das Alibi beim Portier des Hotels zu überprüfen. Als er das Gebäude der Altweger AG verlässt, läuft ihm zufällig der zwielichtige Kovac über den Weg. Borchert unterrichtet sofort Furrer, da er den verdächtigen Mann vom Vorabend wiedererkannt hat und wird an Ort und Stelle vom Polizeihauptmann und Aeggi abgeholt. Gemeinsam verfolgen die drei das Handy des Verdächtigen bis in die Züricher Innenstadt. Als Furrer dort Kovac festnimmt, fällt diesem ein Schlüssel aus der Tasche, den Borchert unbemerkt an sich nimmt. Kovac bestreitet beim Verhör, etwas mit der Sache zu tun zu haben, und nur zufällig am Ort des Geschehens gewesen zu sein. Er habe sich beim Anblick der Leiche erschreckt, sich aber aufgrund seiner Vorstrafen wegen illegalen Waffenhandels dagegen entschieden, die Polizei zu informieren. Als er am Morgen aus der Zeitung von dem Tod Jürg Altwegers erfahren habe, sei er aus Neugier zum Geschäftssitz der Altweger AG gefahren. Da Furrer nichts Gegenteiliges beweisen kann und auch sonst nichts gegen Kovac in der Hand hat, lässt er den Verdächtigen wieder frei, worüber Kuster Borchert telefonisch informiert. Der Anwalt recherchiert zur selben Zeit in Tells Pension, zu der der Schlüssel gehörte, den Kovac bei der Festnahme verloren hat. Bei der Durchsuchung von Kovacs Zimmer findet der Anwalt Unterlagen, aus denen hervorgeht, dass Kovac wegen Betrug und Erpressung vorbestraft ist. Der Anwalt und der Waffenschieber treffen im Hotel zusammen, wo Borchert den Verdächtigen zu einem Gespräch drängt. Kovac behauptet, den Täter gesehen zu haben, er verlangt allerdings 100.000 Schweizer Franken für die Information. Als Beweis für sein Wissen verrät Kovac Borchert, dass Jürg Altweger mit einer Pistole der Marke Makarow erschossen worden sei. Dies wird dem Anwalt später im Polizeipräsidium durch Furrer bestätigt. Am Abend trifft Borchert sich mit der Fotografin Corinna Riemer und flaniert durch Zürich. Beide verabreden anschließend ein weiteres Treffen. Währenddessen trägt Kuster bei der Haftprüfung gegenüber Richterin Mildenberger weitere entlastende Argumente vor. Die Richterin entscheidet, dass Lazzari aus der Haft entlassen werden soll. Dieser wird vor dem Gericht von seiner Frau abgeholt. 
Cristina und Giovanni Lazzari kehren zurück ins Restaurant Da Giovanni, wo sie über die verborgene Waffe diskutieren. Zurück in der Kanzlei treffen Borchert und Kuster auf Regula Gebrielli, die sich inzwischen bei ihren Kontakten aus der Unterwelt über Kovac erkundigt hat. Dieser wird als Angeber, aber schlau beschrieben. Die Anwälte entscheiden, dass sie Dominiques Vater Reto Zanger um das Geld fragen, um Kovac zu einer Aussage zu verleiten. Borchert erhält das Geld von seinem alten Freund und trifft sich anschließend im Polizeipräsidium mit Furrer und Aeggi, die dem Anwalt ein verborgenes Mikrofon anlegen. Kovac erhält inzwischen unerwarteten Besuch. Als Borchert kurze Zeit später in Tells Pension eintrifft, findet er den erpresserischen Waffenschieber erschlagen auf dem Boden seines Hotelzimmers vor – Tatwaffe war ein Aschenbecher. Borchert und Marco Furrer suchen anschließend das Restaurant Da Giovanni auf, wo der Polizeihauptmann den Restaurantbesitzer eindringlich darauf hinweist, sich weiter zur Verfügung zu halten. Nachdem der Polizeihauptmann das Restaurant verlassen hat, unterhält Borchert sich unbemerkt mit Cristina Lazzari über ihren Mann, der seiner Ansicht nach etwas verbirgt. Davon irritiert durchsucht Cristina Lazzari anschließend die Unterlagen ihres Mannes und findet dort belastende Fotos. Der Anwalt informiert sich währenddessen seinerseits im Polizeipräsidium über seinen seltsamen Mandanten. Furrer wiegelt zwar ab, platziert aber in auffälliger Weise eine Akte auf seinem Schreibtisch und lässt Borchert dann unter einem vorgeschobenen Grund alleine. Aus der Akte erfährt der Anwalt, dass Giovanni Lazzari Teil eines Zeugenschutzprogrammes war, aber die Auflagen verletzt hat, weshalb der Zeugenschutz aufgehoben wurde. Borchert konfrontiert den Restaurantbesitzer mit den Informationen und erfährt, dass dieser bei einem Verfahren in Deutschland gegen Angehörige der ’Ndrangheta ausgesagt hat. Giovanni Lazzari bittet den Anwalt, dass er seiner Frau und seiner Tochter nichts darüber mitteilt. Anschließend bespricht Borchert sich mit Cristina Lazzari auf dem Bürgersteig vor dem Restaurant Da Giovanni. Sie teilt dem Anwalt mit, dass ihr Vertrauen in ihren Ehemann nachhaltig erschüttert sei. Dann zeigt sie ihm die Fotos, auf denen dieser bei einer Besprechung mit zwei zwielichtigen Männern vor einem Restaurant zu sehen ist. Borchert erschließt anhand des Straßenschildes, dass die Szene in Frankfurt am Main fotografiert wurde. 
Am Abend trifft Borchert sich ein weiteres Mal mit Corinna Reimer, diesmal in seiner „Absturzbar“. Er erfährt, dass die Fotografin früher einmal ein Bekleidungsgeschäft in Frankfurt hatte. Beide kommen sich zunächst näher, aber nach einem kurzen Tanz und einem flüchtigen Kuss bricht Riemer das Treffen abrupt ab. Am nächsten Tag trifft sich Borchert mit Reto Zanger zum Frühstück. Er befragt seinen Freund nach Informationen über die Frankfurter Geschäfte Jürg Altwangers. Er erfährt, dass der Geschäftsmann damals kurz vor der Insolvenz stand und gegen ihn wegen Steuerhinterziehung ermittelt wurde. Allerdings wurde das Verfahren eingestellt. Der damals zuständige Staatsanwalt, Joachim Tennstädt, ist Borchert sogar bekannt. Der Anwalt versucht den Staatsanwalt zu erreichen und erfährt, dass Tennstädt todkrank ist und sich in einem Hospiz befindet. Borchert reist in die Mainmetropole und sucht den an Bauchspeicheldrüsenkrebs erkrankten ehemaligen Staatsanwalt in der Einrichtung auf. Tennstädt erinnert sich an den Fall, den er als „offene Wunde“ bezeichnet. Damals habe Jürg Altweger als Geldwäscher für die kalabrische Mafia gearbeitet. Durch einen anonymen Informanten wurden die Behörden auf diese Geschäfte aufmerksam. Der ehemalige Staatsanwalt äußert Borchert gegenüber die Vermutung, dass der damalige Buchhalter des Schweizers der anonyme Informant gewesen sein könnte, aber der hatte einen folgenschweren Fahrradunfall, bevor er aussagen konnte. Diesen angeblichen Unfall hält Tennstädt aber für einen tatsächlichen Mordanschlag. Auf der Suche nach dem Täter stieß er damals auf den Pizzabäcker Giorgio Barese, der auch tatsächlich als Killer für die kalabrische Mafia tätig war. Dieser bot sich als Kronzeuge gegen einige Bosse der kriminellen Organisation an und wurde im Gegenzug ins Zeugenschutzprogramm aufgenommen. Als Borchert die Rückreise antritt, bittet er Kuster darum, die finanzielle Situation des Ehepaars Lazzari zu recherchieren. Er erfährt von seiner Kollegin, dass dem Restaurantbesitzer das Haus gehört, in dem sich das Restaurant Da Giovanni befindet. Anschließend bespricht sich die Anwältin mit ihrem Freund Furrer in einer Bar. Beide kommen überein, nicht zusammenzuziehen. Im Restaurant Da Giovanni konfrontiert Borchert nach seiner Rückkehr seinen Mandanten mit seinen neuen Erkenntnissen. Nachdem dieser aufgebracht dem Anwalt das Mandat entzogen hat, trifft Borchert in der Bar mit Kuster und Furrer zusammen. Der Anwalt berichtet beiden von seinen Erkenntnissen. Im Gegenzug berichtet der Polizeihauptmann, dass im Keller von Tells Pension Werkzeuge gefunden wurden, die den Schluss zulassen, dass damit ein Schalldämpfer gebaut wurde, der beim Mord zum Einsatz kam. An den entdeckten Materialien fanden sich die Fingerabdrücke von Kovac. Als Borchert am folgenden Morgen über den Fall sinniert, kommt ihm nochmals die Fotografin Corinna Riemer in den Sinn. Borchert recherchiert nach ihrer Vergangenheit in Frankfurt und findet heraus, dass die Künstlerin früher Majowski hieß und die Witwe des Buchhalters ist, der die Behörden damals anonym über Jürg Altwegers dunkle Geschäfte informiert hatte. Dabei keimt ihn ihm der Verdacht, dass sie durch Tennstädt über die damaligen Zusammenhänge des Fahrradunfalls ihres Mannes informiert wurde. 
Borchert nimmt erneut Kontakt zu dem ehemaligen Staatsanwalt auf, aber der bricht das Telefonat ab. Anschließend sucht der Anwalt die Galerie auf, wo er Corinna Riemer mit seinen Erkenntnissen konfrontiert. Die Fotografin gesteht, dass Tennstädt sie vor einiger Zeit kontaktiert hat um ihr seinen Verdacht mitzuteilen. Sie berichtet zudem, dass sie den damaligen Pizzabäcker Giorgio Barese recherchiert hat und nun weiß, dass es sich um Giovanni Lazzari handelt. Vor der Ausstellung hat sie sich dann bei Kovac eine Waffe und einen Schalldämpfer besorgt. Den Waffenschieber habe sie dann anschließend erschlagen, damit er sie nicht verraten kann, bevor sie ihre Pläne in die Tat umgesetzt hat. Unvermittelt zieht die Fotografin eine Waffe und bedroht Borchert. Sie zwingt ihn, in ein Taxi zu steigen und beide fahren zum Restaurant Da Giovanni. Es gelingt dem Anwalt unbemerkt sein Handy zu aktivieren und Kuster anzurufen. Diese hört die Geiselnahme mit und informiert Furrer. Alle Beteiligten treffen kurz darauf im Restaurant Da Giovanni ein, wo es zum Showdown kommt. Mit vorgehaltener Waffe zwingt Corinna Riemer den angeblichen Giovanni Lazzari dazu, zu schildern, wie er damals das Attentat auf ihren Ehemann geplant und verübt hat. Währenddessen nimmt Furrer vor dem Restaurant mit der Polizei Aufstellung. Er versucht, die Situation einzuschätzen, kann sich jedoch nicht dazu entschließen, den finalen Rettungsschuss anzuordnen. Drinnen stellt Borchert sich schützend von den Restaurantbesitzer, da er nicht an der Entschlossenheit der Fotografin zweifelt. Diese schießt den Anwalt an, wird aber von einem Scharfschützen erschossen, bevor sie auch auf den Restaurantbesitzer schießen kann.

## Hintergrund
Die Dreharbeiten zu Borchert und das Geheimnis des Mandanten fanden im Zeitraum vom 19. Oktober 2021 bis zum 21. Dezember 2021 in Zürich und Prag sowie näherer und weiterer Umgebung statt.

## Einschaltquoten
Bei der Erstausstrahlung von Borchert und das Geheimnis des Mandanten am 15. September 2022 verfolgten in Deutschland insgesamt 6,16 Millionen Zuschauer die Filmhandlung, was einem Marktanteil von 23,5 Prozent für Das Erste entsprach. In der als Hauptzielgruppe für Fernsehwerbung deklarierten Altersgruppe von 14–49 Jahren erreichte Borchert und das Geheimnis des Mandanten laut AGF Videoforschung 0,50 Zuschauer und holte damit einen Marktanteil von 8,6 Prozent in dieser Altersgruppe.

## Rezeption
Die Redaktion der Programmzeitschrift TV Spielfilm bewertet den Film als „bedächtig“ und meint, er ziehe sich „in die Länge“. Die Kritikerin der Fernsehzeitschrift Prisma kommentierte die Episode mit: „Es läuft einfach.“ Kritischer äußerte sich Oliver Armknecht vom Filmbewertungsportal film-rezensionen.de. Er hält die Folge zwar für einen passablen Krimi, bemängelt aber verpasste Gelegenheiten auf Seiten des Drehbuchs und Unstimmigkeiten bei der Charakterzeichnung der Hauptfigur, die kontinuierlich Grenzen überschreite und die Konfrontation suche, aber niemals wirklich Kontra bekomme. Für Tilmann P. Gangloff handelt es sich bei diesem Film der Reihe bei seiner Kritik bei Tittelbach.tv um einen „sehenswerten Krimi“, der sich insbesondere durch die „vorzügliche Bildgestaltung“ auszeichne.